# Corny
Corny er en dansk eksperimentalfilm fra 1967 med instruktion og manuskript af Niels Viggo Bentzon.

## Handling
Eksperimentalfilm, som måske er en farce af surrealistisk tilsnit, måske noget helt andet, men som i hvert fald er lavet af, om og med Niels Viggo Bentzon.